# ادرایان (ویسکانسین)
ادرایان، ویسکانسین (به انگلیسی: Adrian, Wisconsin) یک منطقهٔ مسکونی در ایالات متحده آمریکا است که در ویسکانسین واقع شده‌است.

## خصوصیات
ادرایان ۹۱٫۳ کیلومترمربع مساحت و ۶۸۲ نفر جمعیت دارد و ۳۴۶ متر بالاتر از سطح دریا واقع شده‌است.